# 분해체
대수적 수론에서, 주어진 다항식의 분해체(分解體, 영어: splitting field)는 그 다항식을 완전히 인수 분해할 수 있는 체의 확대 중 가장 작은 것이다.

## 정의
{\displaystyle K}가 체라고 하고, {\displaystyle p(x)\in K[x]}가 하나의 변수에 대한 {\displaystyle n}차 다항식이라고 하자. 그렇다면 {\displaystyle p}의 {\displaystyle K}에 대한 분해체 {\displaystyle L/K}는 다음을 만족시키는 {\displaystyle K}의 확대이다.
1. 다항식 {\displaystyle p}가 {\displaystyle p(x)=\prod _{i=1}^{\deg p}(x-a_{i})\in L[x]}로 완전 인수 분해된다.
2. {\displaystyle L}은 위 성질은 만족시키는 체의 확대 가운데 그 차수가 가장 작다.

이 성질은 만족시키는 체의 확대는 (동형인 것을 제외하면) 유일함을 보일 수 있다.

### 구성
체 {\displaystyle K} 및 기약 다항식 {\displaystyle p\in K[x]}에 대하여, 다음과 같은 체의 확대 {\displaystyle L/K}가 존재한다.
{\displaystyle L\cong K[x]/(p(x))}
여기서 {\displaystyle (p(x))}는 {\displaystyle p(x)}에 의해 생성되는 {\displaystyle K[x]}의 소 아이디얼이다. {\displaystyle K[x]}는 주 아이디얼 정역이고, 주 아이디얼 정역에서 0이 아닌 모든 소 아이디얼은 극대 아이디얼이며, 극대 아이디얼에 대한 몫환은 체를 이루므로, {\displaystyle L}이 체임을 알 수 있다. 또한, {\displaystyle a=x+(p(x))\in L}은 {\displaystyle p}의 근이므로, {\displaystyle p}는 {\displaystyle L}에서 하나 이상의 근을 가지며, {\displaystyle \{1,a,a^{2},\dotsc ,a^{\deg p-1}\}\subseteq L}은 {\displaystyle L}의 {\displaystyle K}-기저를 이룬다. 그러나 {\displaystyle L/K}는 {\displaystyle p}의 분해체가 아닐 수 있다.
이제, 체 {\displaystyle K}에 대한, {\displaystyle n}차 다항식 {\displaystyle p\in K[x]}의 분해체 {\displaystyle L}를 다음과 같이 나타낼 수 있다.
- {\displaystyle K_{0}=K}
- {\displaystyle p(x)/((x-a_{1})\dotsm (x-a_{i}))\in K_{i}[x]}의 기약 인자 {\displaystyle f_{i}(x)\in K_{i}[x]}를 고른다.
- {\displaystyle K_{i+1}=K_{i}[x]/(f_{i}(x))}
- {\displaystyle a_{i+1}=x+(f_{i}(x))\in K_{i+1}}
- {\displaystyle L=K_{n}}

이는 {\displaystyle f_{i}}의 선택에 (체의 확대의 동형을 무시하면) 관계없음을 보일 수 있다.

## 예
복소수체 {\displaystyle \mathbb {C} }는 실수체 {\displaystyle \mathbb {R} }에 대하여 기약 다항식 {\displaystyle x^{2}+1}의 분해체다. 즉,
{\displaystyle \mathbb {C} \cong \mathbb {R} [x]/(x^{2}+1)}
이다.
유리수체 {\displaystyle \mathbb {Q} }에 대하여 기약 다항식 {\displaystyle x^{3}-2}의 분해체는
{\displaystyle \mathbb {Q} ({\sqrt[{3}]{2}},\exp(2\pi i/3))}
이다.

## 같이 보기
- 최소 다항식
- 정규 확대
- 갈루아 확대